# Josei-manga
Josei-manga (jap. 女性漫画) – rodzaj mangi i anime, który opowiada o codziennym życiu kobiet w Japonii i jest skierowany do starszych nastolatek i dojrzałej widowni żeńskiej.
Głównymi bohaterkami są najczęściej dorosłe kobiety, rzadziej uczennice i nastolatki.
W Japonii na określenie tego rodzaju twórczości używa się także zwrotu pochodzącego z języka angielskiego: Ladies Comics (jap. レディースコミック rediisu komikku), w skrócie Redikomi (jap. レディコミ).

## Przykłady josei-mangi
- Hachimitsu to Clover
- Kuragehime
- Paradise Kiss